# Santo Domingo (Los Santos)
Santo Domingo è un comune (corregimiento) della Repubblica di Panama situato nel distretto di Las Tablas, provincia di Los Santos. Si estende su una superficie di 48,5 km² e conta una popolazione di 2.050 abitanti (censimento 2010).